# Sorbus americana
Sorbus americana är en rosväxtart som beskrevs av Marsh. Sorbus americana ingår i släktet oxlar, och familjen rosväxter. Inga underarter finns listade i Catalogue of Life.

## Bildgalleri

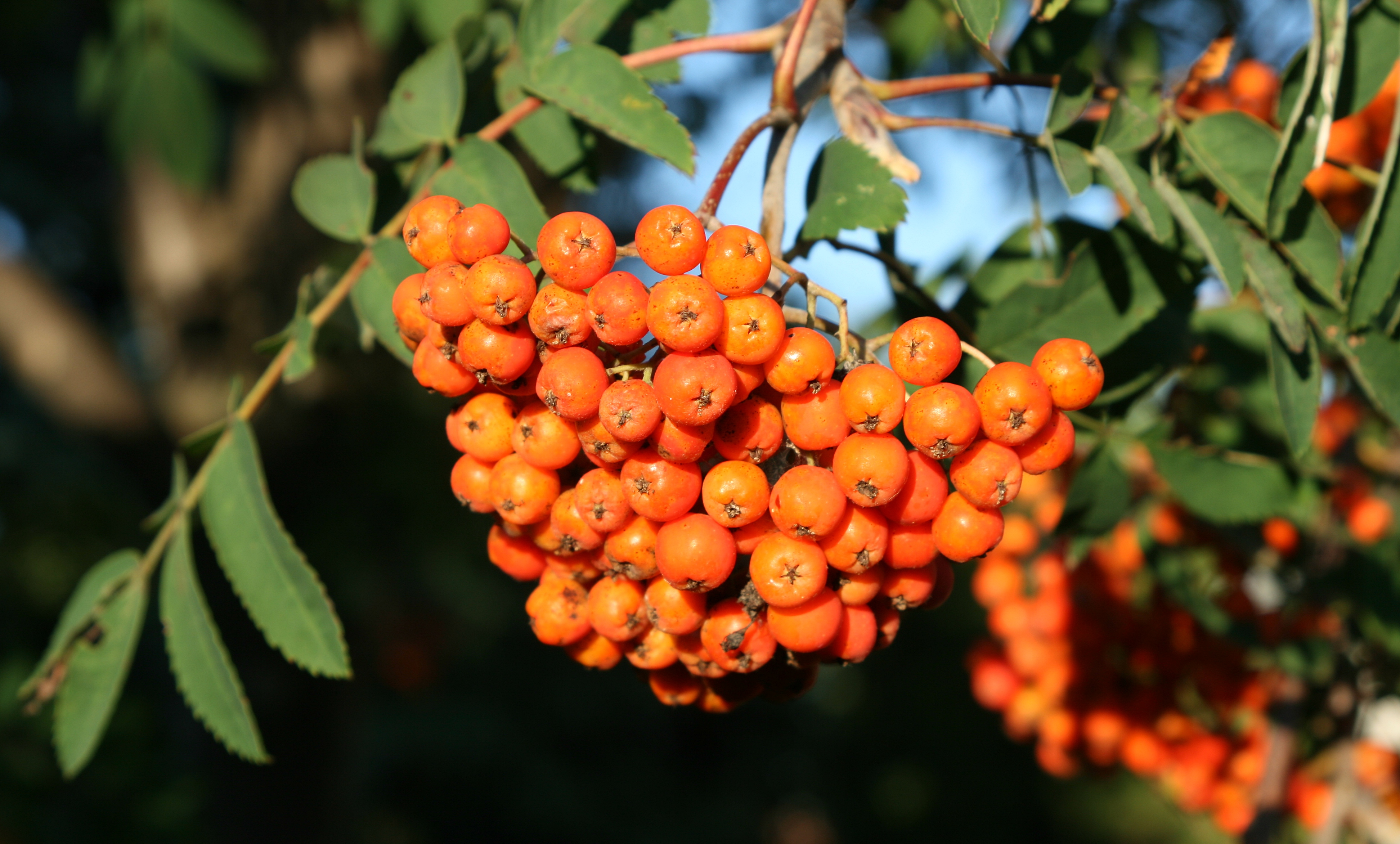
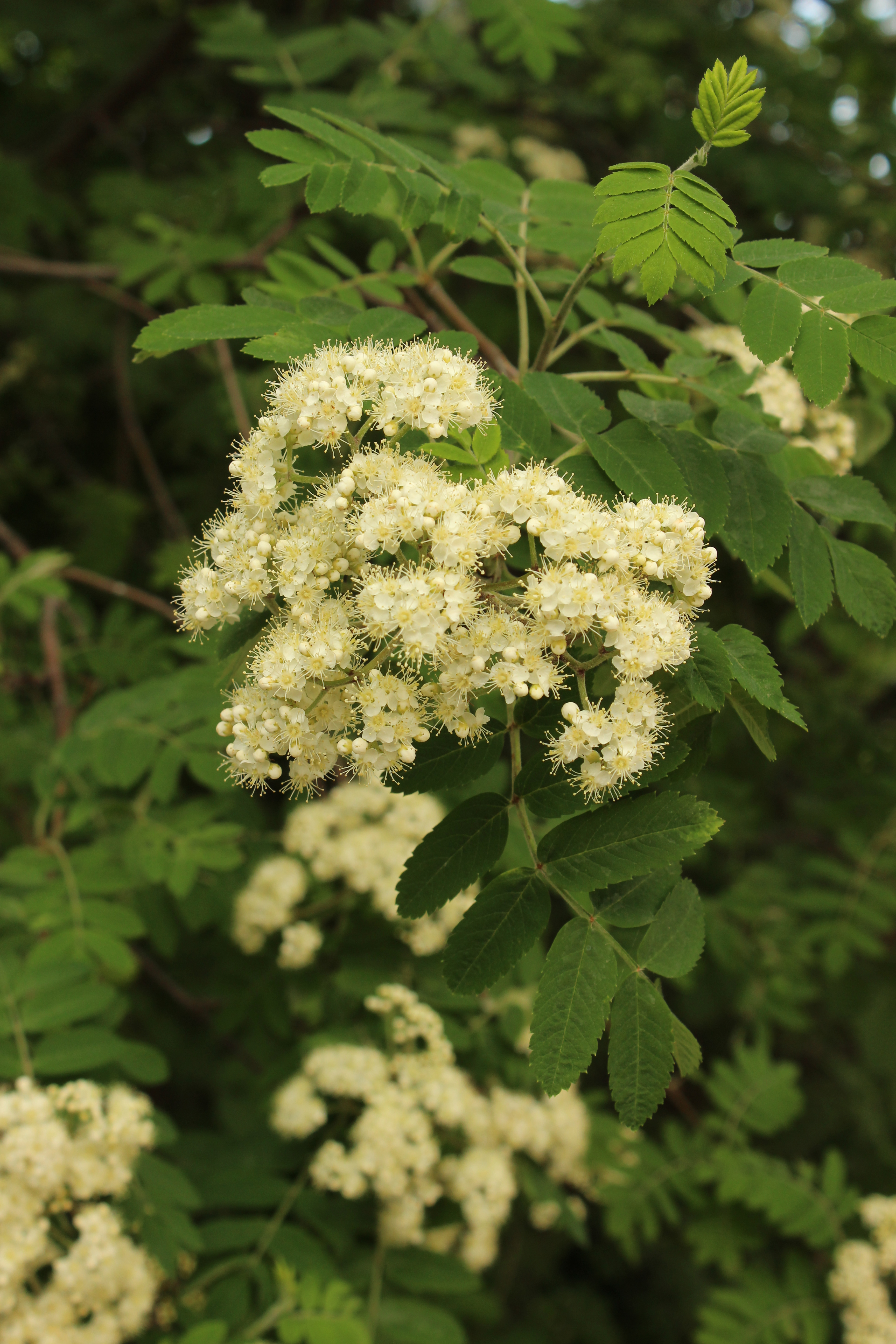
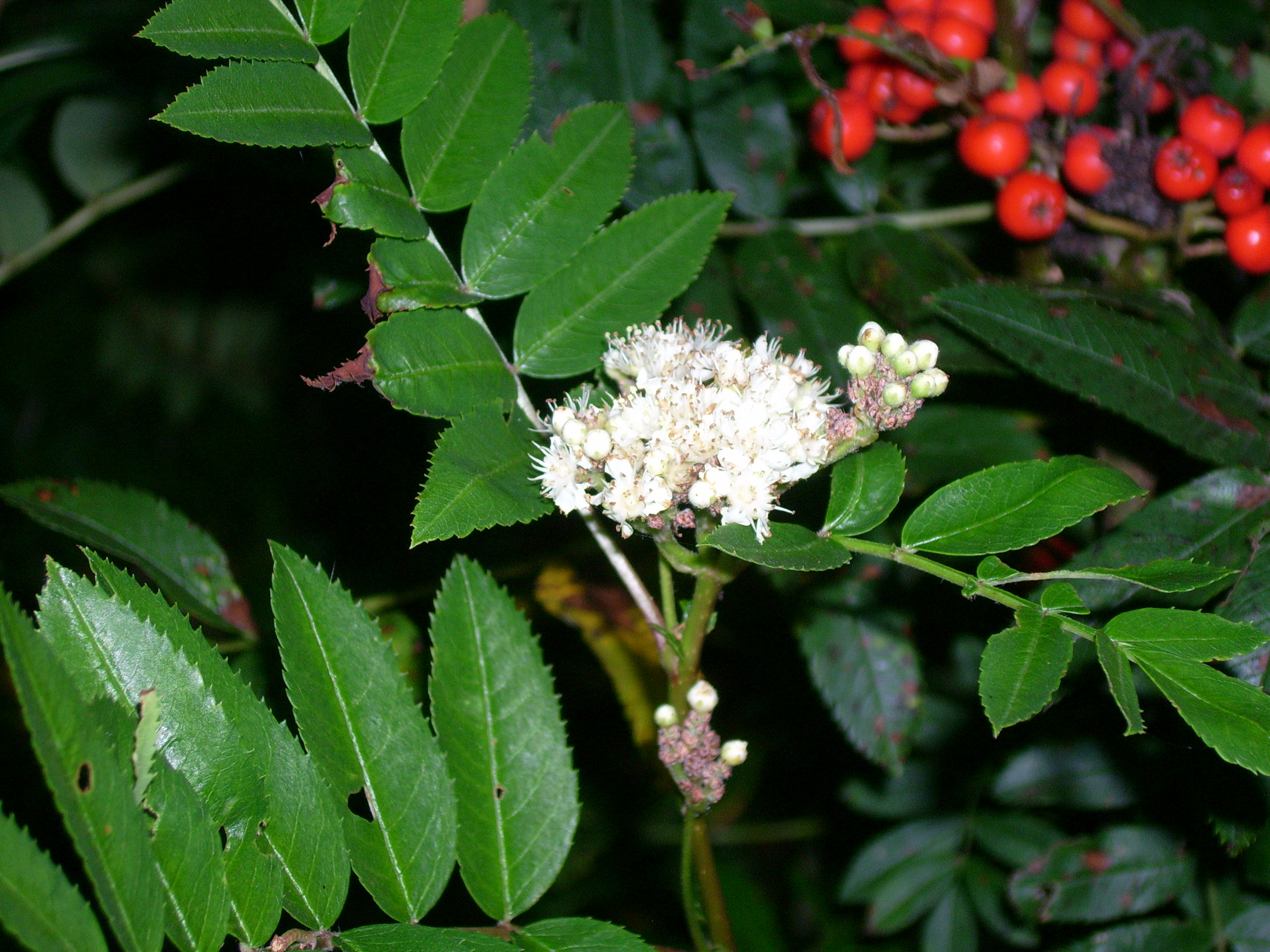
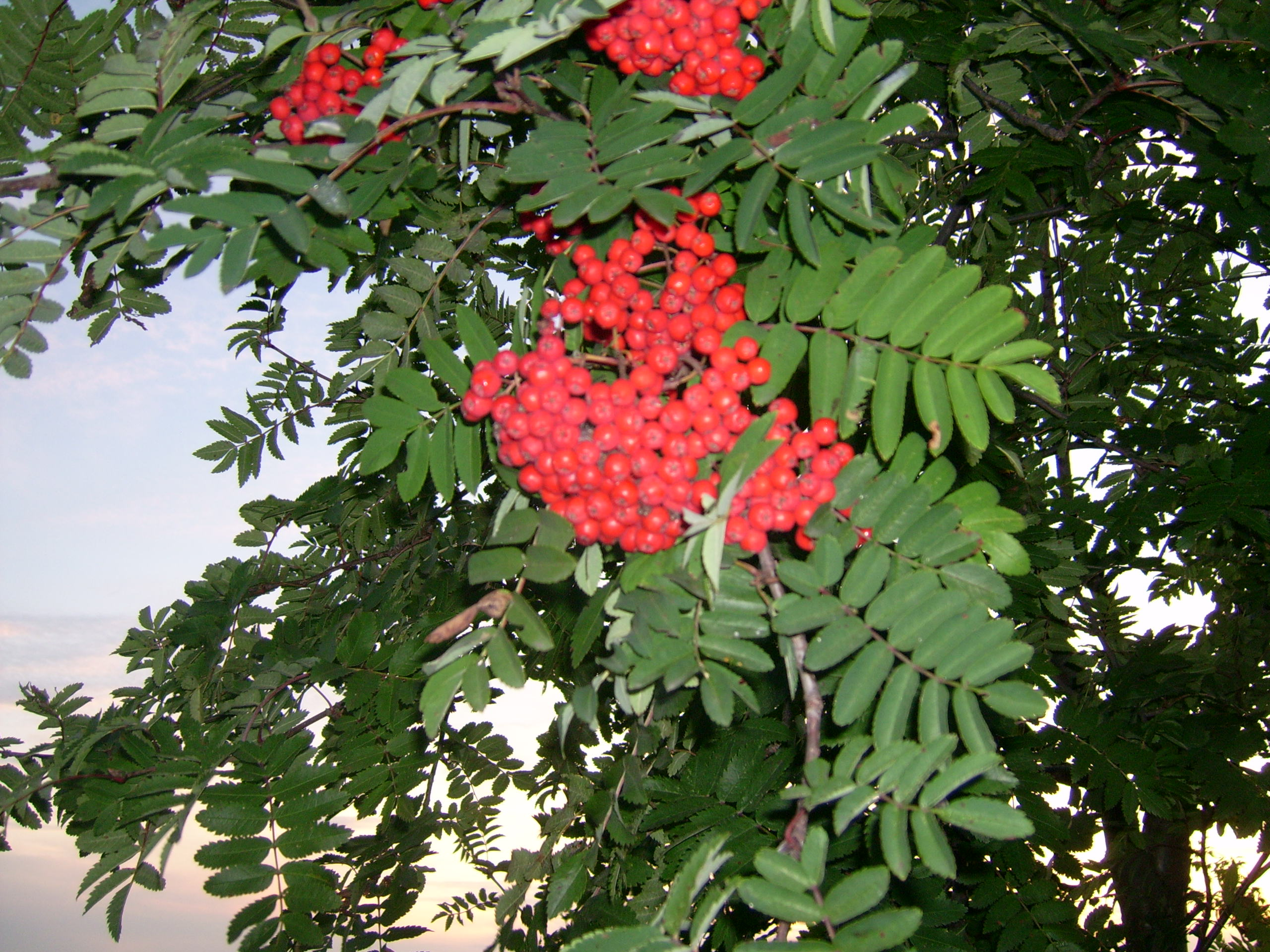
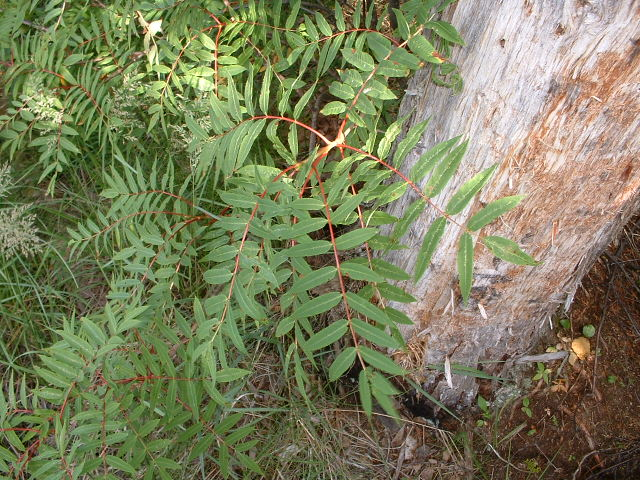